# Галогенорганические соединения
Галогенорганические соединения — органические вещества, содержащие хотя бы одну связь C-Hal — углерод-галоген.
Галогенорганические соединения, в зависимости от природы галогена, подразделяют на:
- Фторорганические соединения;
- Хлорорганические соединения;
- Броморганические соединения;
- Иодорганические соединения.

Галогенорганические соединения можно рассматривать как органические соединения, в которых водород, имеющий прямую связь с углеродом, замещен на соответствующий галоген.
Исходя из этого подхода, выделяют галогенуглеводороды (галогеналаканы, галогеналкены, галогеналкины и т. п.), галогензамещенные спирты, галогенкарбоновые кислоты и пр.

## Биологическая роль
Известно несколько тысяч галогенсодержащих соединений. В основном они выделены из различных морских микроорганизмов, водорослей и беспозвоночных, но есть и у млекопитающих, включая человека. Галогенорганические соединения могут использоваться для защиты от патогенов, поедателей и конкурентов. Многие антибиотики содержат галогены, например, хлорамфеникол и ванкомицин. Также галогенсодержащие соединения могут выполнять роль сигнальных молекул. Например, иод входит в состав важнейших гормонов человека тироксина и трийодтиронина. 

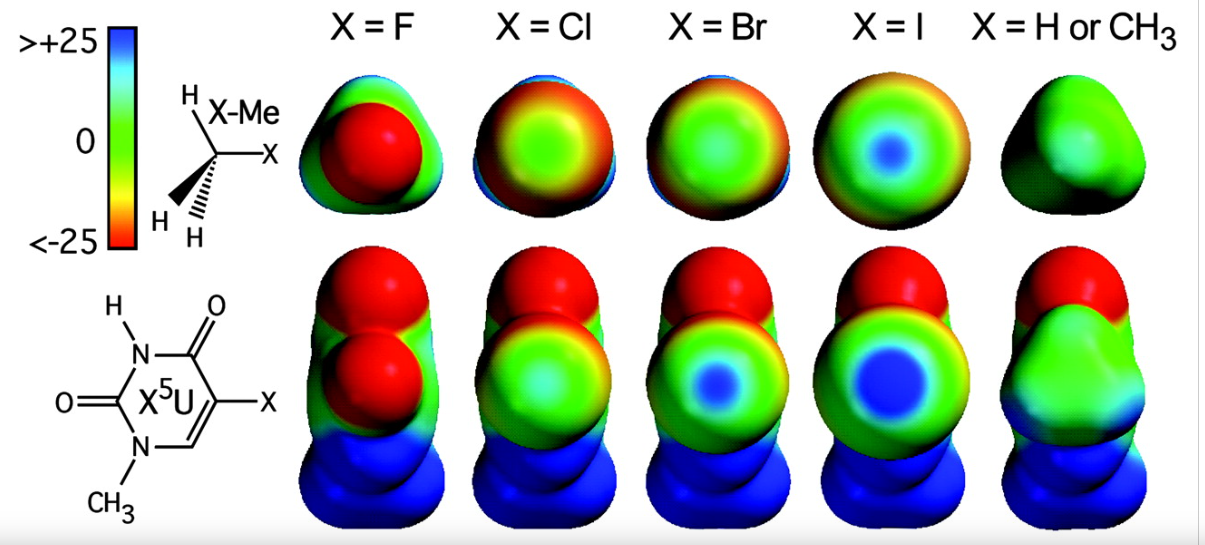
Поверхности электростатического потенциала галогенированных метана (X–Me) и урациала (X^{5}U). Положительно-заряженные области окрашены синим, нейтральные – зеленым, положительные – красным. Источник

Галогены часто встраиваются в биомолекулы, так как это позволяет повысить их аффинность.  Это связано с тем, что электронная плотность ковалентно связанного галогена распределяется неравномерно. Отрицательный заряд сосредоточен вокруг того места, где образуется связь, а на противоположном конце образуется положительно заряженный участок, называемый σ-дырой. Этим местом галогены могут взаимодействовать с нуклеофильнми атомами в белках. Это может быть кислород в карбонильных группах основной аминокислотной цепи или различные отрицательно заряженные атомы в боковых радикалах. Связи, которые образуются по такому механизму, по длине и прочности сравнимы с водородными.

Положительный заряд в σ-дыре и прочность связей возрастает с увеличением массы галогена. Для фтора он не характерен, поэтому, а также из-за высокой электроотрицательности фтора, фторсодержащих соединений очень мало, и они в основном используются для борьбы с естественными врагами. Например, бактерия Streptomyces cattleya производит антибактериальное фторсодержащее вещество 4-фтор-L-треонин, многие растения синтезируют фторацетат для защиты от фитофагов.  